# Bitwa pod Solachon
Bitwa pod Solachon – starcie zbrojne, które miało miejsce w roku 586 w trakcie walk bizantyjsko-perskich. Starcie zakończyło się zwycięstwem sił wschodnio-rzymskich pod dowództwem Filipikosa  nad wojskami sasanidzkimi.